# Joseph Kutter

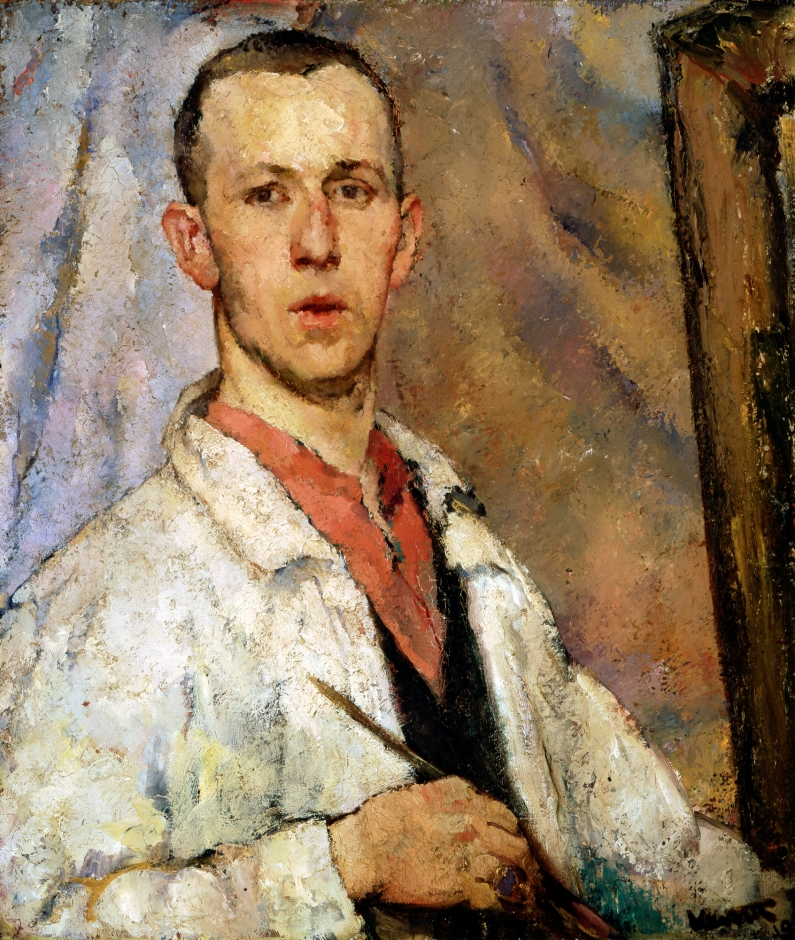
Selbstporträt (1919).

Joseph Kutter (* 12. Dezember 1894 in Luxemburg; † 2. Januar 1941 ebenda) war ein luxemburgischer Maler.

## Leben
Kutter wuchs in der Stadt Luxemburg auf, wo sein Vater als Fotograf arbeitete. Nach der Handwerkerschule in Luxemburg besuchte er von 1911 bis 1914 Kunstgewerbeschulen in Straßburg und München. 1915 arbeitete er zwei Monate bei einem Glasmaler in Köln. 1917–1918 war er für einige Monate an der Kunstakademie in München.
Kutter blieb bis 1924 in München, wo er 1919 heiratete. Seine Malerei wurde in dieser Zeit von den Werken Cézannes und der deutschen Expressionisten beeinflusst. 1924 kehrte Kutter nach Luxemburg zurück, wo er fortan lebte. Ausgezeichnet wurde er in diesem Jahr mit dem Prix Grand-Duc Adolphe. Im gleichen Jahr nahm er am „Salon du Cercle Artistique“ (Ausstellung des Kunstvereins) teil, fand jedoch wenig Anerkennung. 1926 erschienen erste positive Kritiken in Belgien.
1927 gründete Kutter mit anderen Künstlern (u. a. Nico Klopp, Claus Cito, Auguste Trémont) die Luxemburger Sezession, die im gleichen Jahr eine erste Ausstellung veranstaltete. 1930 nahm er am Pariser „Salon d’Autommne“ (Herbstausstellung) teil. In Frankreich und Belgien feierte man Kutter, während er in Luxemburg abgelehnt wurde. Daher zeigte er seine Bilder ab 1930 in seinem Heimatland nicht mehr öffentlich.
Ab 1933 wurde Kutter in Deutschland zu den entarteten Künstlern gezählt. Seine Bilder wurden jedoch weiterhin erfolgreich in Paris, Brüssel und Antwerpen gezeigt. 1936–37 malte er zwei großformatige Bilder, Luxembourg und Clervaux, für den Luxemburger Pavillon auf der „Exposition Internationale“ (Internationale Ausstellung) in Paris.
In dieser Zeit erkrankte Kutter an einer rätselhaften Krankheit, die nie eindeutig diagnostiziert wurde. Die letzten Jahre seines Lebens litt er unter starken Schmerzen. Am 2. Januar 1941 starb er an einem Gehirnschlag.

## Stil
In Kutters Gemälden stehen die Motive oft wie Fotografien im Vordergrund. Seine mit kräftigem Pinselstrich gemalten Porträts zeigen typischerweise Figuren mit übermäßig großen Nasen und ziehen die Aufmerksamkeit auf sich.
Ab 1918 zeigte Kutter in seinen Gemälden zunehmend expressionistische Motive, insbesondere in seinen Landschafts- und Blumenwerken, in denen intensive Linien und Farben im Vordergrund standen. Obwohl Kutter mehrere Jahre in Deutschland verbrachte, wurde sein Werk vor allem von Strömungen in Frankreich und Belgien beeinflusst. Im Mittelpunkt seines Interesses stand die menschliche Figur. Er stellte seine Figuren oft als traurige, verzweifelte Clowns dar.
Die beiden großen Gemälde (Luxembourg und Clervaux; siehe Werke), die er für den Luxemburger Pavillon auf der Weltausstellung 1937 in Paris (Exposition Internationale des Arts et Techniques dans la Vie Moderne) malte, sind hervorragende Beispiele für einen reifen, expressionistischen Stil. In seinem Gemälde Luxembourg betont sein Blick auf die Stadt die gestapelten Terrassen der Häuser und das kubistische Erscheinungsbild der Gebäude, das den Verteidigungsmauern ein strenges Aussehen  verleiht und so die Stärke der Befestigungsanlage zur Geltung bringt.

## Werke (Auswahl)

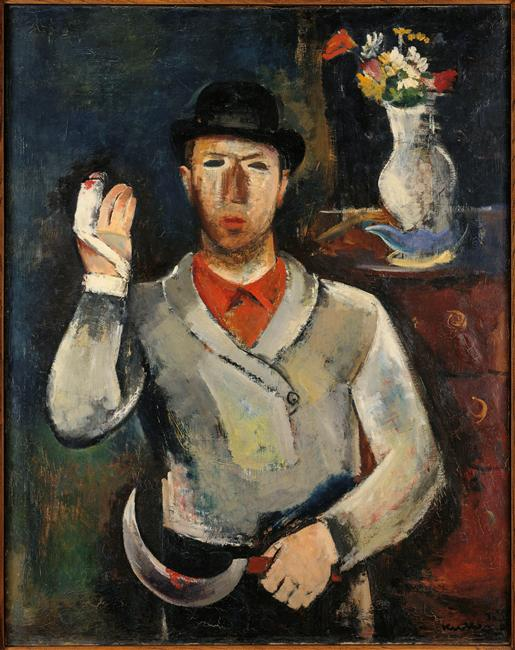
Der Mann mit dem verletzten Finger (1930). Musée National d’Art Moderne, Centre Georges Pompidou, Paris
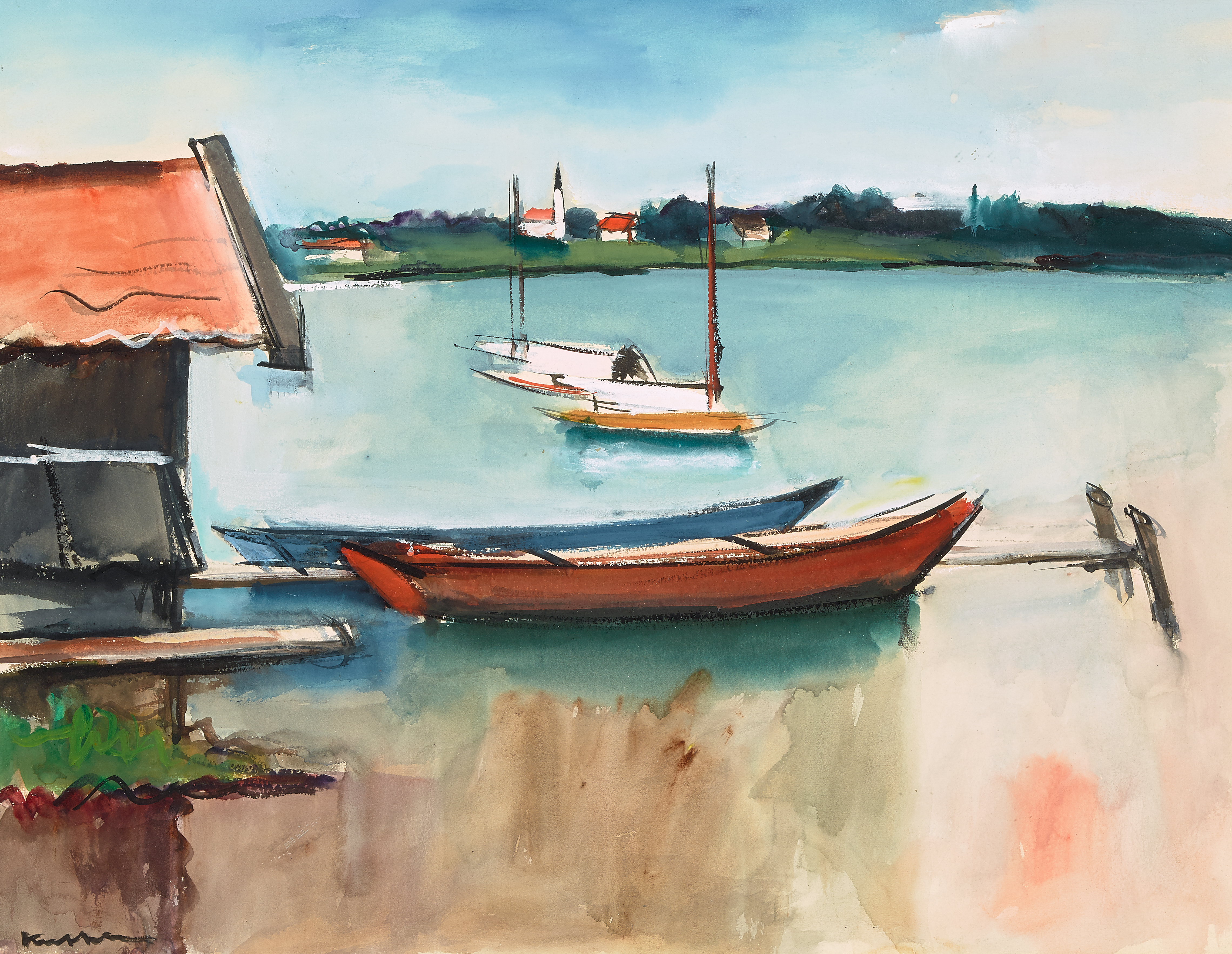
Chiemsee
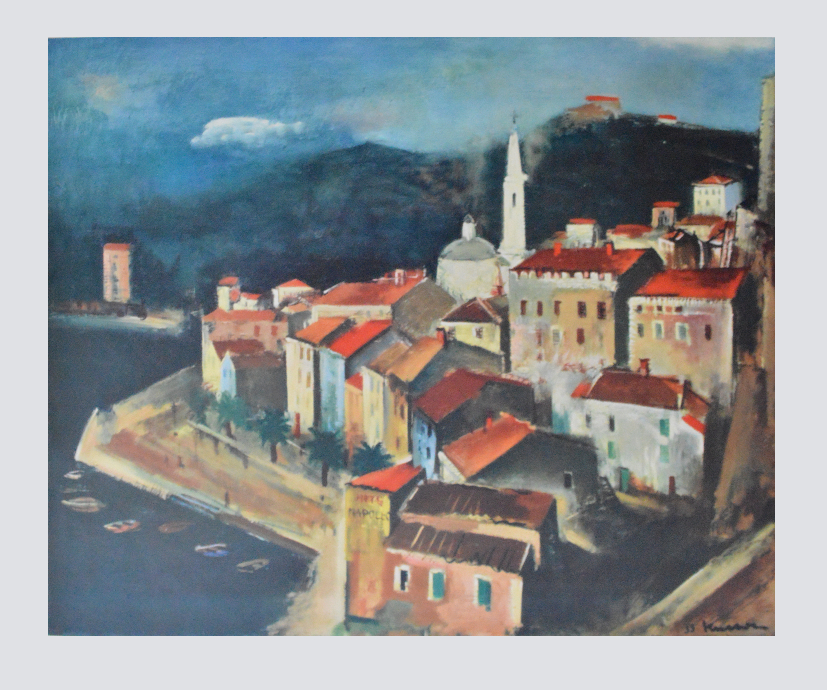
Calvi, Korsika
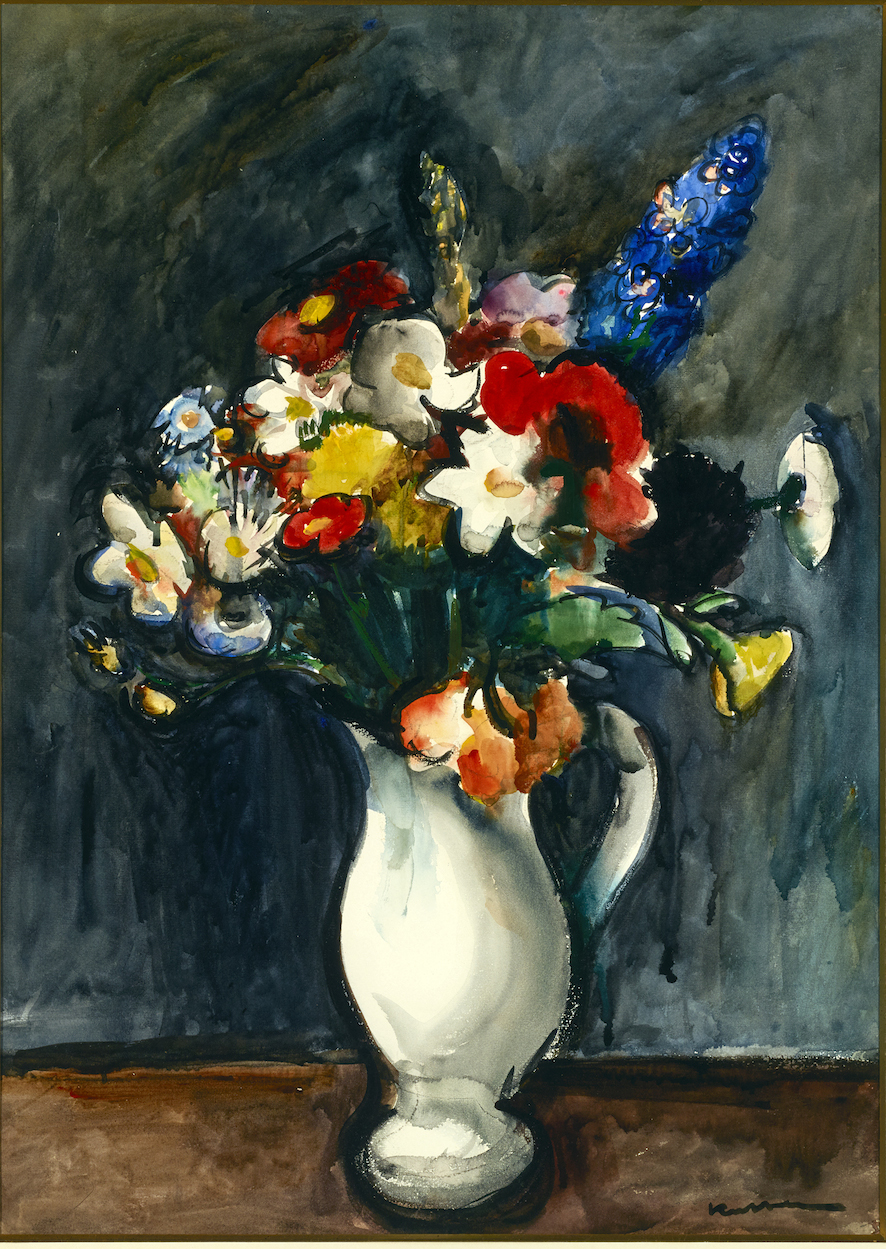
Fleurs (ca. 1935–1939)
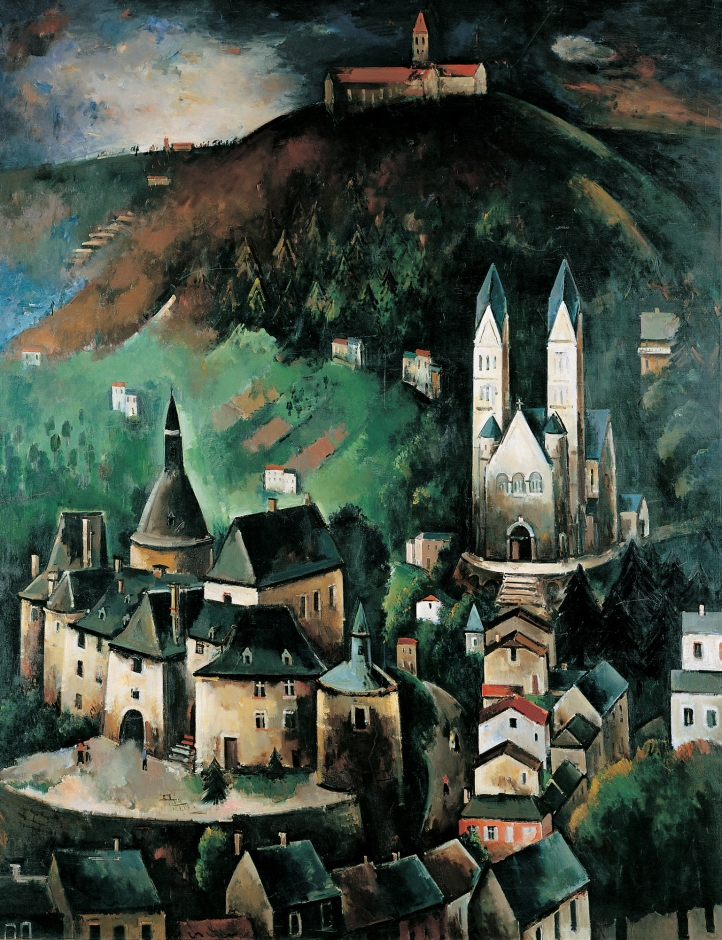
Clervaux (1936–37), National Museum of Art and History, Luxembourg.
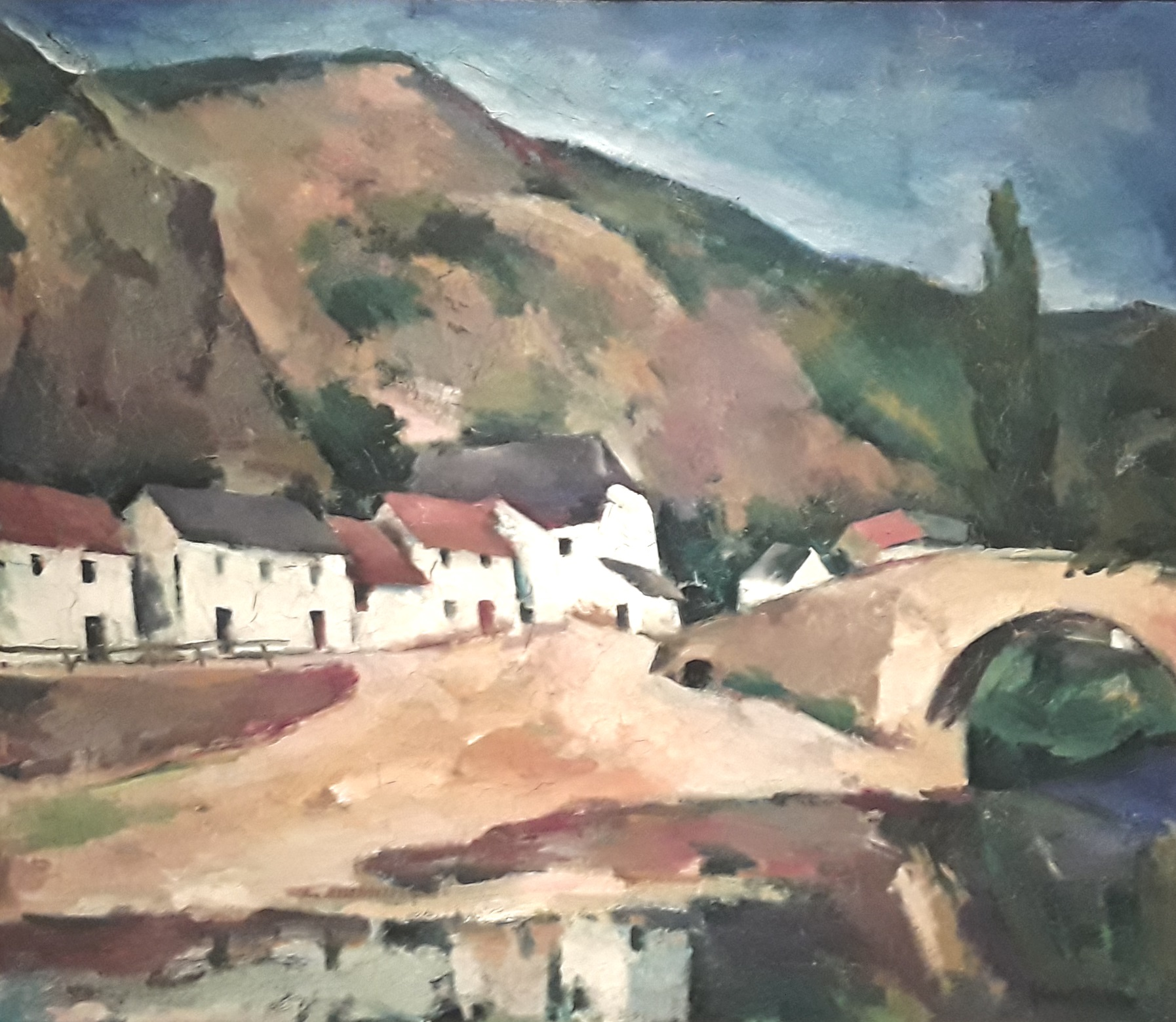
Stolzemburg (ca. 1923)
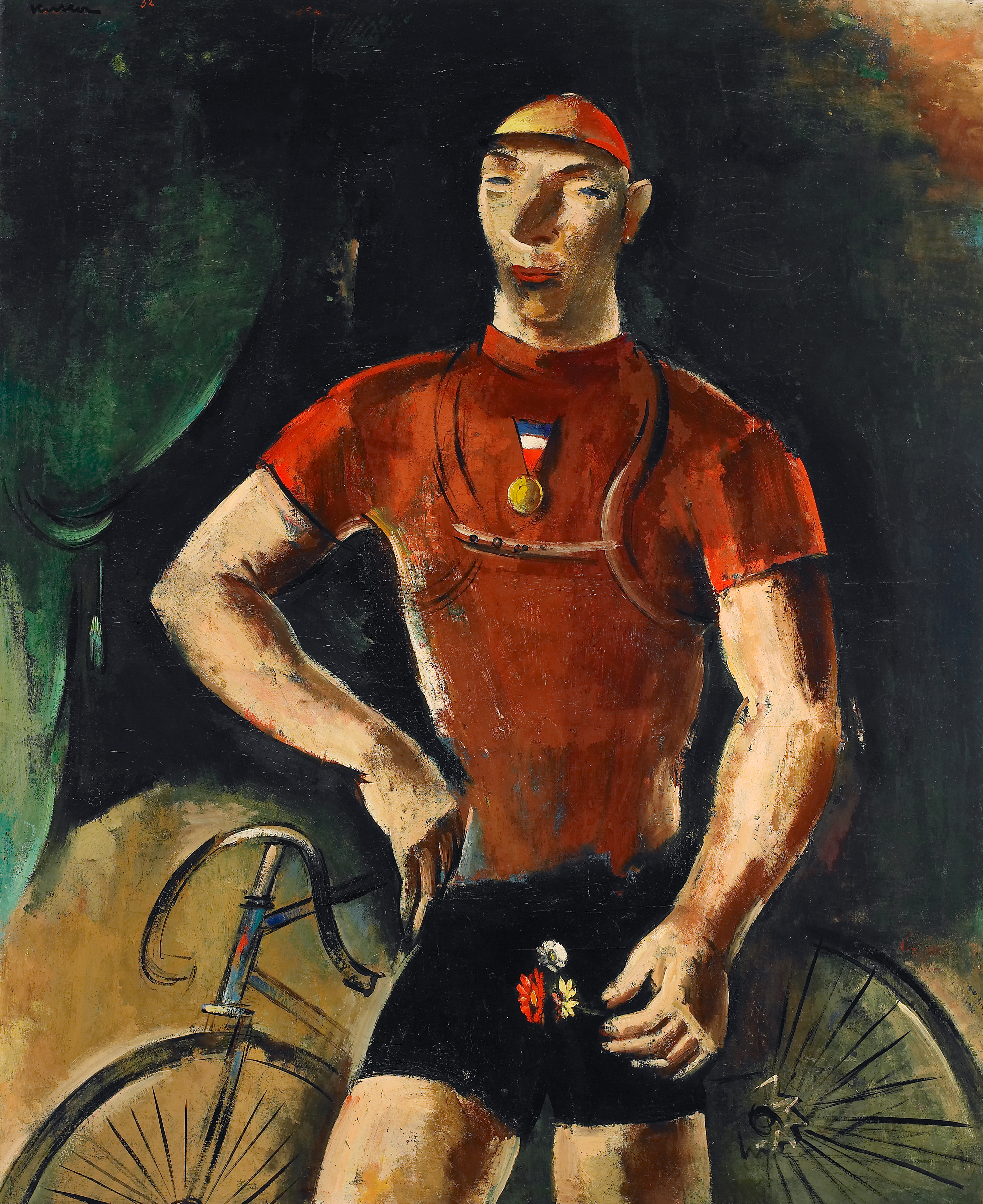
Der Champion (1932). Privatsammlung, Leihgabe an das Musée National d’Histoire et d’Art, Luxembourg
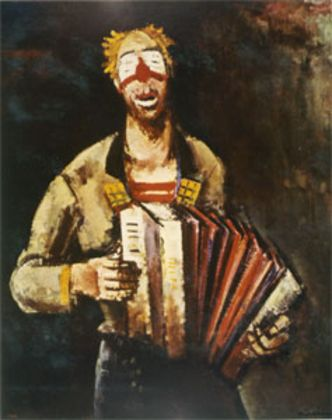
Clown mit Akkordeon (1936) im Städt. Museum Amsterdam
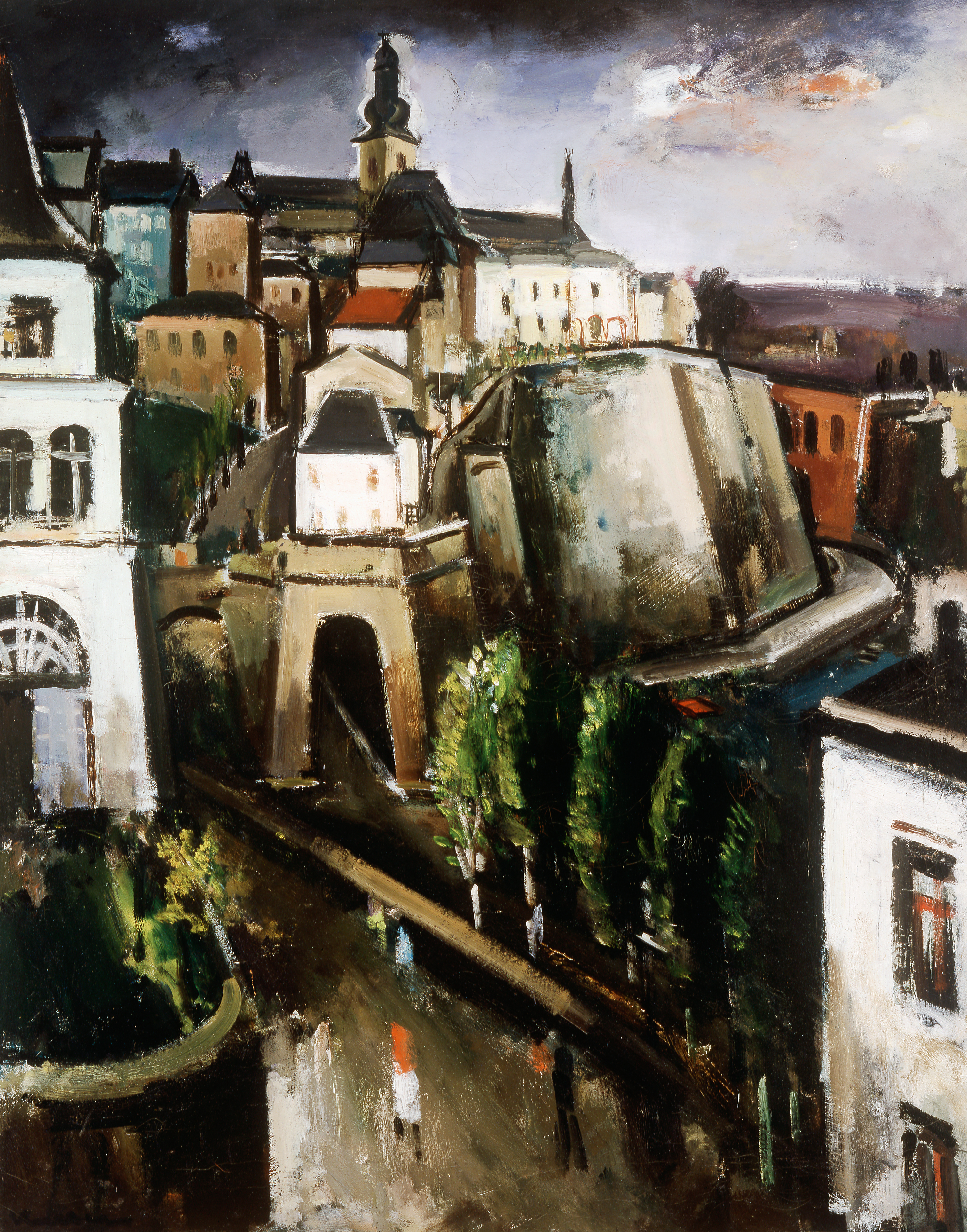
Luxembourg, (1936–37). Musée National d’Histoire et d’Art, Luxembourg

Retrospektive (Auswahl)
- 1946 Musées de l’Etat, Luxemburg
- 1946 Palais des Beaux Arts, Brüssel
- 1948 Städtisches Museum, Amsterdam
- 1951 Musée d’Art Moderne de la Ville de Paris
- 1953 Schloss Morsbroich, Leverkusen
- 1961 Museum der Stadt Trier
- 1986 Musée d’Art Moderne de la Ville de Paris
- 1994–95 Musée National d’Histoire et d’Art, Luxemburg
- 1995 Große Orangerie, Schloss Charlottenburg, Berlin
- 2007 Musée National d’Histoire et d’Art, Luxemburg